# France Ellegaard
France Marguerite Ellegaard, född 10 oktober 1913 i Paris i Frankrike, död 17 april 1999 i Esbo i Finland var en dansk-finländsk pianist. 
France Ellegaard var dotter till velodromcyklisten Thorvald Ellegaard och Karen Kirstine Nicolaysen. Hon växte upp i Paris under och efter första världskriget. Familjen bosatte sig permanent i Paris 1912 eftersom staden hade ett praktiskt läge för faderns många tävlingsresor. Familjen stannade i Paris för att France Ellegaard skulle kunna genomföra sin musikaliska utbildning där. När hon bara var fem år gammal, gav hon mindre välgörenhetskonserter, och nio år gammal började hon sin utbildning vid Conservatoire national supérior de musique efter att ha fått dispens för sin ålder. I hennes konservatoriestudier, som varade till 1932, ingick inte bara pianospel, utan även musikteori musikhistoria och slagverk. Hon visade så goda resultat på alla områden, att hon mottog tolv förstapriser. Som en smygstart på karriären gjorde hon sin debut som 14-åring i Köpenhamn. Två år senare kom debuten i Paris, där hon slutförde sin pianoutbildning med att spela Nikolaj Rimskij-Korsakovs pianokonsert med Orchestre Lamoureux dirigerad av Albert Wolff. Musikteoristudierna avslutade hon fyra år senare och därefter började hon ett omfattande turnéliv som gjorde henne känd i hela Europa. 
France Ellegaards mor, som under sin dotters uppväxt noggrant hade styrt hennes musikaliska utbildning, fortsatte att ta hand om henne på turnéerna i Skandinavien, Baltikum, och merparten av övriga Europa. Först när hon var i 30-årsåldern, började hon organisera sin egen karriär. Hon bodde i Danmark vid andra världskrigets utbrott och försökte att fortsätta sin karriär trots kriget. De danska konstnärerna var tvungna att delta i kulturella evenemang i Nazityskland och det inkluderade även France Ellegaard, som gav konserter i Berlin 1942 och 1943. När hon 1943 hade fått en månads visum till Sverige, valde hon att stanna i Stockholm under resten av kriget. I Sverige träffade hon den ungerska pianisten Annie Fischer, som hon gav flera konserter tillsammans med. Efter kriget förlorade hon den danska publiken som såg henne tyskvänlig. 
France Ellegaard spelade ofta i Finland, där hon uppträdde första gången 1933, och efter det blev det många konsertbesök. Hon spelade i flera välgörenhetskonserter till förmån för Finland i samband med vinterkriget 1939– 1940. År 1948 träffade hon sin blivande make Birger Carlstedt, en av Finlands första och ledande nonfigurativa målare. Paret gifte sig 1949 och France Ellegaard flyttade till sin mans konstnärslägenhet i Mattby utanför Helsingfors. 
France Ellegaard har fått flera utmärkelser, bland andra den franska Médaille d'Argent d'Arts, Sciences et Lettres 1933 och Tagea Brandts rejselegat for kvinder 1936. På 1960-talet började hennes konsertverksamhet minska. Hon undervisade på Sibelius-Akademin i Helsingfors 1969–1975. 